# Алпско скијање
Алпско скијање је врло раширен начин скијања на планинским падинама прекривеним снегом. Такмичарски скијашки спорт који се састоји од слалома и спуста. Име је добило по Алпима, планинском венцу у Европи где је традиција таквог начина скијања и зачета. Иако је алпско скијање данас раширено у цијелом свијету и на свим континентима, назив се задржао до данас.
Овај вид скијања врло је раширен вид рекреације али и један од стандардних олимпијски спортова на зимским Олимпијским играма.
Алпске скијашке трке се одржавају на Зимским олимпијским играма од 1936. године. Такмичење које одговара модерном слалому уведено је у Норвешкој у Ослу 1886. године.

## Учесници и места одржавања
Од 2023. године, процењује се да је 55 милиона људи широм света бавило алпским скијањем. Процењени број скијаша који су се бавили алпским, скијашким трчањем и сродним спортовима на снегу износио је 30 милиона у Европи, 20 милиона у Северној Америци и 14 милиона у Јапану. Од 1996. године, наводно је постојало 4.500 скијашких подручја, и функционисало је 26.000 ски лифтова. Преовлађујућа регија за спуст била је Европа, а затим Јапан и САД.[

## Историја
Древно порекло скијања може се пратити још од праисторије у Русији, Финској, Шведској и Норвешкој где су различите величине и облици дрвених дасака пронађене сачуване у тресетним мочварама. Реч скије повезана је са старонордијском речју skíð, што значи „расцепљен комад дрвета или огрев.“ Скије су прво измишљене да би се прелазило преко мочварних подручја зими када су се смрзнута. Скијање је хиљадама година било саставни део транспорта у хладнијим земљама. Шездесетих година 17. века забележено је да се скијање користи у војној обуци. Норвешка војска је одржала такмичења у вештини која су укључивала скијање низ падине, око дрвећа и препрека током пуцања. Рођење модерног алпског скијања се често датира на 1850-те године, а током касног 19. века скијање је прилагођено од начина превоза на такмичарски и рекреативни спорт. Норвешка легенда Сондре Норхајм први је започео тренд скија са закривљеним странама, везовима са чврстим тракама за пете од врбе и стилом слалом окрета. Дрвене скије које је дизајнирао Норхајм веома личе на облик модерних слаломских скија. Норхајм је био шампион првог такмичења у скијашком спусту, које је одржано у Ослу, Норвешка, 1868. године. Норхајм је импресионирао гледаоце када је 1868. у Кристијанији (Осло) користио стем кристи, техника је првобитно названа кристијанијски окрет (норвешки: christianiasving или kristianiasving) по граду (први пут штампана 1901. у смерницама за скијашке скокове). Телемарк окрет је био алтернативна техника. Кристијанијски окрет се касније развио у паралелни окрет као стандардна техника у алпском скијању.
Израз „слалом” је потекао из норвешких дијалеката. {{page1|title=slalåm што значи стаза (låm) на падини (sla). У Телемарку 1800-их, стрмије и теже стазе су се звале ville låmir (дивље стазе). Скијашка такмичења у Телемарку често су почињала на стрмој планини, настављала се низ тобоган (tømmerslepe) и завршавала оштрим скретањем (Телемаршки заокрет) на пољу или залеђеном језеру. Ова врста такмичења користила је природан и типичан терен у Телемарку. Неке трке су биле на „неравним стазама“ (kneikelåm) и понекад су укључивале „стрме скокове“ (sprøytehopp) због тежине. Прва позната такмичења у слалому су вероватно одржана у Телемарку око 1870. године у вези са такмичењима у скијашким скоковима, на којима су учествовали исти спортисти и на стазама поред скакаонице. Хусебиренет из 1886. укључивао је и svingrenn (такмичење у скретању на брдима), термин slalåm у то време није био уведен. Слалом је први пут коришћен на скијашком такмичењу у Соненбергу 1906. године. Две до три деценије касније, спорт се проширио на остатак Европе и САД. Прво скијашко такмичење у слалому одржано је у Мирену у Швајцарској 1922.

## Технике алпског скијања
Кроз историју су се технике алпског скијања често значајно мењале. Разлога за те промене било је више, осим саме домишљатости појединих учитеља скијања ту је и технолошки напредак материјала, облика и функционалности скијашке опреме, ниво уређености стаза, итд.
Прва позната алпска техника је Lilefender, а добила је име по граду Лиленфелду. Реч је о техници скијања помоћу једног дугачког штапа, код којег скијаш забада штап у средиште завоја па се затим око њега ротира и на тај начин одређује смер скретања. Касније су скијаши врло брзо усвојили коришћење два краћа штапа а не једног дугачког.
Пуно је ширу примену доживела тзв. Алберг техника коју је раних година 20. века представио Аустријанац Ханес Шнајдер. Треба истакнути и Норвежанина Сондре Норхајма, који је конструисао скијашки вез који је омогућио боље управљање скијом, и то техником која се данас назива телемарк. Даљи напредак технологије, посебно квалитет скија и њихових ивица, омогућиле су модерније алпске технике као што су преступна техника и карвинг. Данас у такмичарском и рекреативном алпском скијању преовладавају карвинг, и код мањег броја скијаша преступна техника.

## Дисциплине алпског скијања
Алпске такмичарске скијашке дисциплине су: слалом, велеслалом, спуст, супер-велеслалом, алпска комбинација и паралелна такмичења. Неслужбено би их могли категоризирати на техничке (слалом и велеслалом) и брзинске (спуст и супер-велеслалом) дисциплине.
Најважније такмичење у алпском скијању је оно које се одвија на зимским Олимпијским играма. Сваке године се врхунски скијаши такмиче на такмичењима Светског купа под патронатом Међународне скијашке федерације (ФИС), која организује и низ трка нижег нивоа. У не-олимпијској години скијаши се окупљају на Светским првенствима.

## Познати алпски скијаши
Велики је број познатих скијаша који су кроз историју доминирали алпским такмичењима. Често се као најбољи скијаши свих времена истичу Ингемар Стенмарк, Алберто Томба, браћа Стив и Фил Мер, Марк Ђирардели, Андреас Венцел, Петер Попангелов, Бојан Крижај, Рок Петрович, Борис Стрел и бројни други.

## Организације у алпском скијању
Сва правила те организација и контрола скијашких такмичења су под управљањем Међународне скијашке федерације (ФИС) са седиштем у Берну (Швајцарска).

## Оцене скијашких стаза
У већини скијалишта, стазе се рангирају према компаративној тежини како би скијаши могли да изаберу одговарајуће руте. Шеме оцењивања широм света су повезане, иако са значајним регионалним варијацијама. Стаза за почетнике на великој планини може бити попут стазе средњег ранга на мањој планини.

## Безбедност
У 2014. години било је више од 114.000 повреда повезаних са алпским скијањем лечених у болницама, лекарским ординацијама и ургентним просторијама. Најчешћи типови скијашких повреда су повреде колена, главе, врата и рамена, шака и леђа. Скијашке кациге топло препоручују професионалци и лекари. Повреде главе узроковане скијањем могу довести до смрти или трајног оштећења мозга. У алпском скијању, на сваких 1000 људи који скијају у једном дану, у просеку за између две и четири особе биће потребна медицинска помоћ. Већина незгода је резултат грешке корисника која доводи до изолованог пада. Учење како правилно и безбедно пасти може смањити ризик од повреда.

## Здравље
Према студији Харвардске медицинске школе из 2004. године, алпско скијање сагорева између 360 и 532 калорија на сат.

## Климатске промене
Предвиђа се да ће се дужина зимске сезоне смањити на скијалиштима широм Северне Америке и Европе због ефеката глобалног загревања. У Сједињеним Државама се предвиђа да ће се дужина зимске сезоне смањити за више од 50 процената до 2050. и за 80 процената до 2090. ако се емисије гасова стаклене баште наставе по садашњим стопама. Отприлике половина од 103 скијалишта на североистоку Сједињених Држава која су радила 2012. можда неће моћи да остварују економски одрживу скијашку сезону до 2050. године. У Европи се половина глацијалног леда на Алпима отопила и Европска геонаучна унија предвиђа да би снежни покривач у планинама могао да се смањи за 70 процената до 2100. (међутим, ако људи успеју да задрже глобално загревање испод 2 °C, смањење снежног покривача би бити ограничен на 30 процената до 2100. године).